# Радянсько-фінська війна (1941—1944)
Радя́нсько-фі́нська війна́ (25 червня 1941 — 6 грудня 1941 і 9 червня 1944 — 4 вересня 1944), Війна-продовження, або Каре́льська кампа́нія — бойові дії між фінськими і радянськими військами на Східноєвропейському театрі Другої світової війни.
У фінській історіографії для назви цих військових дій переважно використовується термін «Війна-продовження» (фін. jatkosota, швед. fortsättningskriget), що, з одного боку, підкреслює той факт, що в ході цієї війни Фінляндія знову зазнала агресії з боку СРСР та що намагалася відновити територіальні втрати, завдані внаслідок Радянсько-фінської війни 1939—1940 років, а також є спробою обґрунтувати самостійний характер війни і таким чином дистанціюватися від нападу Німеччини та її союзників на СРСР.
У російській та радянській історіографії конфлікт не виділяється в окрему війну, а розглядається як один з театрів так званої Великої Вітчизняної війни. Аналогічним чином Німеччина розглядала свої операції в регіоні як складову частину Другої світової війни.

## Зовнішня політика Фінляндії напередодні війни
Московська мирна угода від 13 березня 1940 року, що завершила Радянсько-фінську війну 1939—1940 років, сприймалася фінами як вкрай несправедлива: Фінляндія втратила значну частину Виборзької губернії. З її втратою Фінляндія позбавилася п'ятої частини промисловості та 11 % сільськогосподарських земель. 12 % населення або близько 400 тис. людей довелося переселити зі захоплених СРСР територій. Півострів Ханко був відданий в оренду СРСР під військово-морську базу.
Попри укладення миру з СРСР, на території Фінляндії зберігалася дія воєнного стану. Причиною тому був розпал в Європі Другої світової війни, складна харчова ситуація і загальне послаблення фінської армії. Готуючись до можливої нової війни, Фінляндія активізувала переозброєння армії та зміцнення нових, повоєнних кордонів (Лінія Салпа). Частка військових витрат у кошторисі 1940 року зросла до 45 %.
У квітні-червні 1940 року Німеччина окупувала Норвегію. Унаслідок цього Фінляндія втратила джерела постачання добрив, що, разом зі скороченням посівних площ унаслідок Радянсько-фінської війни 1939—1940 років призвело до різкого падіння виробництва харчів. Брак компенсували шляхом закупівель у Швеції та СРСР, який, як стверджується у фінських джерелах, використовував затримки постачання продовольства для тиску на Фінляндію.
Анексія СРСР частини території Фінляндії призвела до того, що з травня 1940 року Фінляндія взяла курс на зміцнення стосунків з нацистською Німеччиною. У пресі була введена цензура на критику Німеччини. Після падіння Франції в червні 1940 року цензура ще більше посилилася.

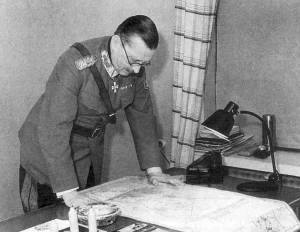
Карл Густав Маннергейм

14 — 16 червня 1940 року СРСР висунув ультиматуми Литві, Латвії та Естонії, унаслідок чого уряди країн Балтії були зміщені, а Балтійські країни було анексовано до складу Радянського Союзу. Через деякий час СРСР зажадав від Фінляндії концесії на нікелеві рудники в Петсамо і демілітаризованого статусу Аландських островів. 8 липня, після того як Швеція підписала з Німеччиною договір про транзит військ, СРСР зажадав від Фінляндії аналогічних прав для транзиту до воєнної бази на півострові Ханко. Права транзиту були надані 6 вересня, демілітаризація Аландських островів обговорювалася 11 жовтня, а переговори щодо Петсамо затягнулися.
СРСР також зажадав змін у внутрішній політиці Фінляндії, зокрема, відставки Вяйньо Таннера — лідера фінських соціал-демократів.
У цей час у Німеччині за вказівкою Гітлера почалася розробка плану нападу на СРСР, і Фінляндія викликала інтерес у Німеччини як база для розміщення військ і плацдарм для бойових операцій, а також як можливий союзник у війні проти СРСР. На початку серпня 1940 року німецький уряд припинив дію ембарго на постачання зброї до Фінляндії. Почалися переговори про надання Німеччині прав на транзит військ до Північної Норвегії через територію Фінляндії (аналогічних прав транзиту, наданих раніше СРСР) в обмін на постачання зброї й військових матеріалів. З боку Німеччини ці дії були прямим порушенням Договору про ненапад між Німеччиною і Радянським Союзом, так само як з боку Фінляндії — Московського мирного договору.

### Напруга відносин
Між фінами та росіянами (пізніше — Фінляндією та СРСР) існувало безліч суперечностей. Однією з таких суперечностей було питання щодо політичного статусу Карелії. Хоча Карелія ніколи не входила до Швеції, значна частина карелів розмовляли карельською та фінською мовами. Після проголошення незалежності Фінляндією у 1918 році почалися масові рухи за приєднання Східної Карелії до фінської держави, «аби врятувати карельців від радянського гніту». У 1922 та у 1939 роках карели піднімали повстання проти радянської влади, однак вони були жорстоко придушені. Попри те, що фіни кілька разів піднімали питання щодо статусу Карелії у Лізі Націй, СРСР залишив Карелію у своєму складі.
Крім дискусій щодо Карелії, між сусідами існували й інші конфлікти. Разом із білою армією фіни воювали проти РРФСР під час Громадянської війни в Росії. У 1920 році було укладено мирну угоду між новоствореними СРСР та Фінляндією, однак загострення відносин відбулося у 1932 році — радянська влада заборонила прохід фінських суден через річку Нева, які прямували з Ладозького озера до Фінської затоки.

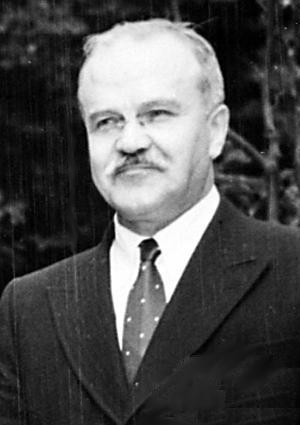
В'ячеслав Молотов

За пактом Молотова-Рібентропа Фінляндія була віднесена до «сфери державних інтересів» СРСР. Після невдалої спроби захопити Фінляндію під час Зимової війни В. Молотов відвідав Берлін 12 листопада, де відбулася його розмова з А. Гітлером щодо «фінського питання». Там Молотову дали зрозуміти, що Німеччина більше не зацікавлена у приєднанні Фінляндії до СРСР.
Радянська влада також вимагала змін у внутрішній політиці Фінляндії — відставки лідера фінських соціал-демократів Вяйньо Таннера.
20 грудня 1940 року німецька влада проінформувала Карла Густава Маннергейма про план «Барбаросса».
3 червня 1941 року у розмові з фінським послом у Москві Сталін повідомив що «Радянський Союз хоче добросусідських відносин із Фінляндією». На знак дружби, Сталін запропонував фінам 20 тис. тон зерна.
6 червня Фінляндію відвідав німецький полковник Кінцель. Через нього фінському командуванню була передана пропозиція Німеччини щодо СРСР.
На початку літа 1941 року Фінляндія домовилася з Німеччиною щодо спільних бойових дій проти СРСР. Однак фіни висунули умови, за яких вони погодяться на війну, зокрема:
- Гарантія незалежності Фінляндії;
- Повернення до кордонів між СРСР та Фінляндією станом на 1939 рік;
- Постачання Німеччиною харчів для фінів.

Також одним із важливих пунктів угоди було те, що Фінляндія не є агресором, тобто вступає до війни тільки у випадку атаки з боку червоноармійських військ.
7 червня 1941 року до Петсамо прибули німецькі війська, що пізніше були залучені у війні. 18 червня у Фінляндії була почата таємна мобілізація. 20 червня фінсько-німецькі війська наблизилися до кордону з СРСР. Розпочата евакуація 45 000 мирного фінського населення з прикордонних територій. 21 червня фінське командування отримало повідомлення про наближення атаки на СРСР.

## Сили сторін

Базування сил станом на 21 червня 1941 року

Фінляндія
- Південно-східна армія у складі 6 дивізій та однієї бригади мала звільнити Карельський перехід та вихід до державного кордону 1939 року. Командувач — Ерік Гейнрікс.
- Карельська армія у складі 5 дивізій та 3 бригад мала звільнити Східну Карелію, наступаючи в напрямку на Петрозаводськ. Командувач — Карл Леннарт Ойсч.
- Фінські ВПС мали близько 300 літаків.

Разом: 530 тис. солдатів.
 Німеччина
- 7 дивізій, в основному базувалися на кордоні із СРСР, у Петсамо та на Карельському перешийку. Також було розміщено по одній дивізії в Турку та Гельсінкі.
- 5-та танкова дивізія СС «Вікінг» та фінський батальйон СС.

Разом: 220 тис. солдатів.
 СРСР
- Північний фронт, що розташовувався в Карелії (пізніше розділений на Карельський та Ленінградський фронти).
- 23-тя армія силами 7 дивізій займав Карельський перешийок.
- 7-ма армія Карельського фронту силами 4 дивізій займала Карелію.
- ВПС Північного фронту нараховували 700 літаків.

Разом: 800 тис. солдатів на початок війни і близько 1500 тис. станом на 1944 рік.

## Початок війни
У Фінляндії активно працювала радянська розвідка. Вона вербувала своїх агентів, у тому числі й у парламенті. В одній записці Сталіну зазначалося:

| Міністр фінансів Мауно Пеккала доповів нашому агентові в Гельсінкі таке: «На засіданні фінляндського уряду 9 червня президент Рюті заявив, що Німеччина вимагає провести часткову мобілізацію у Фінляндії. Також найближчим часом туди прибуватимуть німецькі війська... потім Рюті заявив, що питання, чи почнеться радянсько-німецька війна, буде вирішено 24 червня»[4] |
Здійснення плану «Барбаросса» почалося в північній Балтиці ввечері 21 червня, коли німецькі мінні загороджувачі, що базувалися у фінських портах, розклали два великі мінні по́ля у Фінській затоці. В операції також брали участь фінські лоцмани й офіцери зв'язку. Ці мінні поля врешті змогли замкнути радянський Балтійський флот у східній частині Фінської затоки. Пізніше того ж вечора німецькі бомбардувальники, пролетівши вздовж Фінської затоки, замінували гавань Ленінграда і річку Неву. Дорогою назад літаки дозаправилися на одному з фінських аеродромів.
Уранці 22 червня радянськими бомбардувальниками була здійснена атака на фінські міста, зокрема:
- 6:05 — були скинуті бомби на фінські панцерники берегової оборони в Соттунга;
- 6:15 — на укріплення острову Альшер, біля міста Турку були скинуті декілька бомб;
- 6:45 — знищення кількох транспортних кораблів у Корпо;
- 7:55 — червоноармійські батареї здійснили артобстріл міста Ханко;
- У той же час, у Петсамо через державний кордон вівся артобстріл фінського корабля[5][6].

Уранці того ж дня німецькі війська, які базувалися в Норвегії, почали рух до радянсько-фінського кордону в районі Петсамо. Фінляндія не дозволила німцям завдати безпосереднього удару зі своєї території, і німецькі частини в Петсамо і Салла були вимушені утриматися від атаки. Відбувалися епізодичні перестрілки між радянськими і фінськими прикордонниками, але загалом на радянсько-фінському кордоні зберігався спокійний стан.
Фінське МЗС направило радянському уряду ноту протесту, однак радянський посол відмовився прийняти її, заявивши, що ніяких бомбардувань не було, ба більше, це нібито фінські літаки літали над територією СРСР і фінські аеродроми обслуговували та заправляли німецькі літаки, коли ті поверталися з операцій з бомбардування позицій червоноармійських військ.
23 червня В'ячеслав Молотов викликав до себе фінського посла. Молотов вимагав відповіді: Фінляндія дотримується нейтралітету чи виступає на стороні Німеччини? Він також звинуватив фінські війська у бомбардуванні Ханко (де була червоноармійська військова база) та польотах над Ленінградом. Молотов також заявив, що червоноармійські зенітки збили один ворожий літак. Пізніше він додав, що літак виявився німецьким. На заяви Молотова фінський посол надіслав телеграму до фінського уряду в Гельсінкі. Радянські спецслужби затримали надсилання телеграми, і надіслали її за кілька годин до перерви телеграфного зв'язку з Фінляндією, який і перервали, щоб унеможливити переговори.
24 червня головнокомандувач Сухопутних військ Німеччини надіслав наказ німецькому командуванню при ставці фінської армії приготуватися до операції на сході Ладозького озера.
Уранці 25 червня червоноармійське командування завдало масштабного авіаудару по 18 аеродромах Фінляндії. 25 червня мала відбутися сесія фінського парламенту, на якій, прем'єр-міністр Рангель мав зробити заяву про нейтралітет Фінляндії у німецько-радянському конфлікті, однак радянські бомбардування змусили змінити рішення.
25 червня фіни зібрали парламент. Прем'єр-міністр Фінляндії Рангелов заявив депутатам: «Відбулися повітряні напади проти нашої країни, бомбардування незахищених міст, убивство мирних жителів — усе це ясніше, ніж будь-які дипломатичні оцінки показало, яке ставлення Радянського Союзу до Фінляндії. Це війна. Радянський Союз повторив той напад, за допомогою якого він намагався зламати опір фінського народу в Зимовій війні 1939—1940 років. Як і тоді, ми станемо на оборону нашої країни».

## Наступ 1941 року

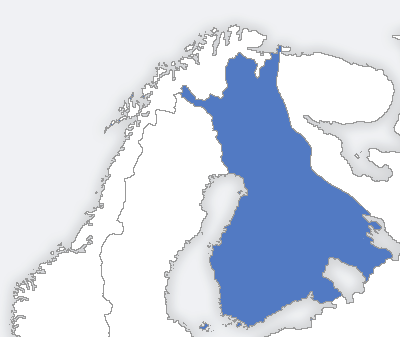
Найбільший розвиток наступу фінських військ

Порівняно з 1939 роком стан фінських військ значно покращився: більшість фінських солдатів були озброєні автоматами, кількість мінометів та протитанкових рушниць збільшилася в рази. Крім того, на озброєнні польової артилерії з'явилися батареї важких гармат. Дещо в менших масштабах було збільшено кількість літаків та зенітних установок. Маннергейм у своїх мемуарах вказує, що частково ці озброєння були поставлені Німеччиною, однак більшу частину виробили фінські заводи.
26 червня фінське командування розпочало підготовку плану щодо повернення територій, захоплених Червоною армією під час Зимової війни. Військові дії, згідно з планом розділялися на три стадії:
- Звільнення Ладозької Карелії;
- Наступ на Карельський перешийок;
- Наступ на східну Карелію.

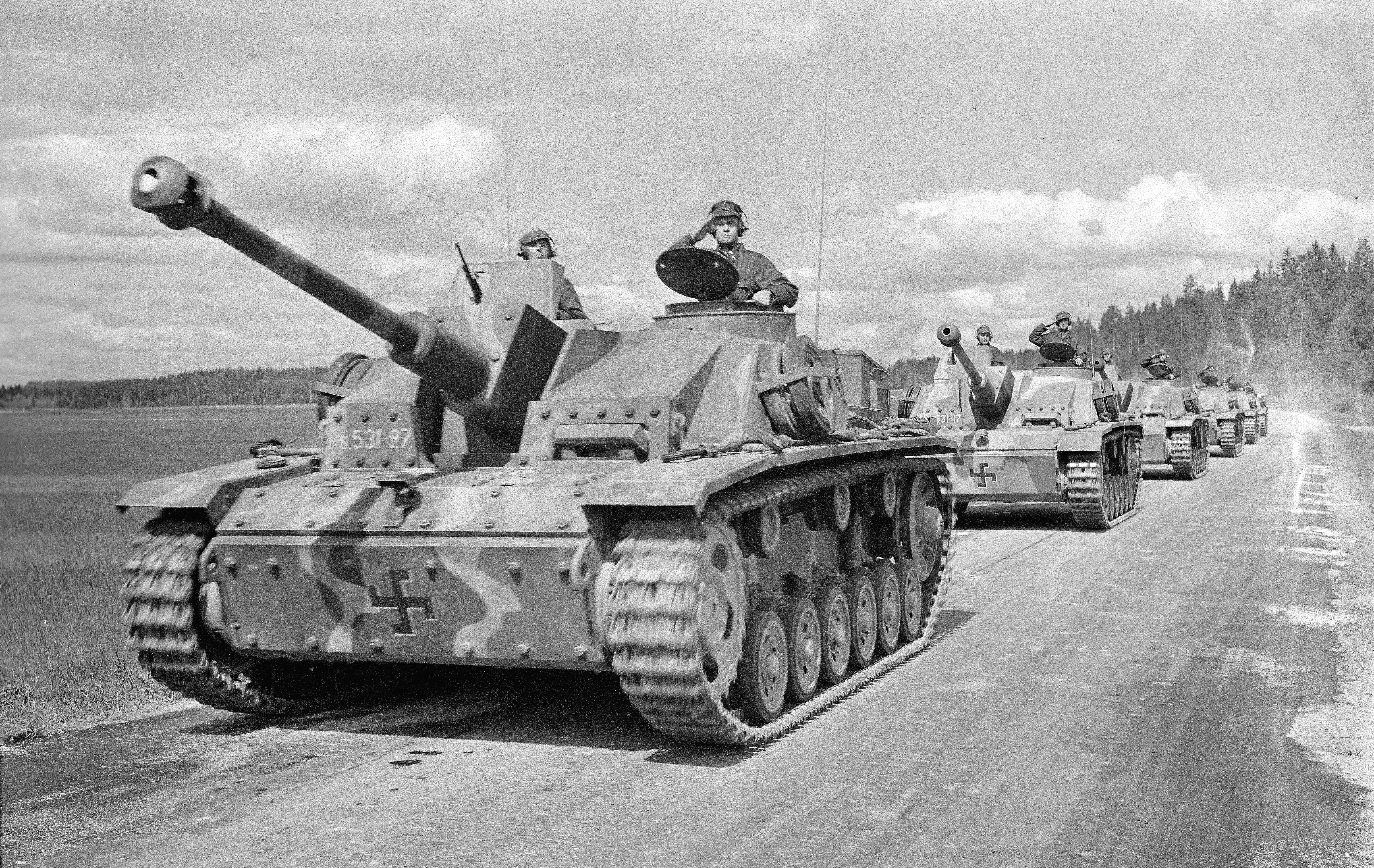
Фінські САУ StuG III в Карелії

Наказ про наступ на Ладозьку Карелію був відданий 28 червня. Карельська армія, підготовлена до наступу, містила:
- 6-й армійський корпус під командуванням генерал-майора Талвели;
- 7-й армійський корпус під командуванням генерал-майора Хегглунда;
- «Група О» у складі трьох бригад та одного батальйону під командуванням генерала Ойнонена.

Разом ці війська становили 100 тис. солдатів. Командувачем армії був призначений генерал-лейтенант Гейнрікс.
Згідно з наказом, кінцевим пунктом наступу мала бути річка Свір та Онезьке озеро.
30 червня віддали наказ, в якому детальніше визначили основні віхи наступальної операції. Карельська армія, завдаючи головного удару на північний схід від озера Яніс'ярві, мала розбити війська ворога, що розташований східніше і на захід від озера, після чого вона мала в найкоротші терміни вийти на перший рубіж Яникканіємі-хямекоськи — Суйстамо-лаймола-сувілахті. Після виходу на цю лінію армія мала розправитися з військами ворога, зосередженими по берегах озера, і наступати далі в напрямку на Салмі й Тулемаярві. Лівий фланг Карельської армії мав захопити прикордонне селище Ліусваара.
Під час формування Карельської армії, до фінів з Норвегії прибуло підкріплення, а саме — німецька дивізія під командуванням генерала Енгельбрехта, яку за бажанням командування збройними силами Німеччини передали під особисте керування Маннергейму. Сам Маннергейм не дуже зрадів з «подарунку».
У період липня-серпня 1941 року фінська армія звільнила всі території, які захопив СРСР за наслідками Зимової війни. Разом із тим, фіни розпочали наступ на східну Карелію, територію, жителі якої є етнічно близькими до фінів, хоча ніколи офіційно не входили до складу Фінляндії. 31 серпня фінські війська закріпилися на старому фінсько-радянському кордоні біля Ленінграда, тим самим замкнувши блокаду Ленінграда з півночі.

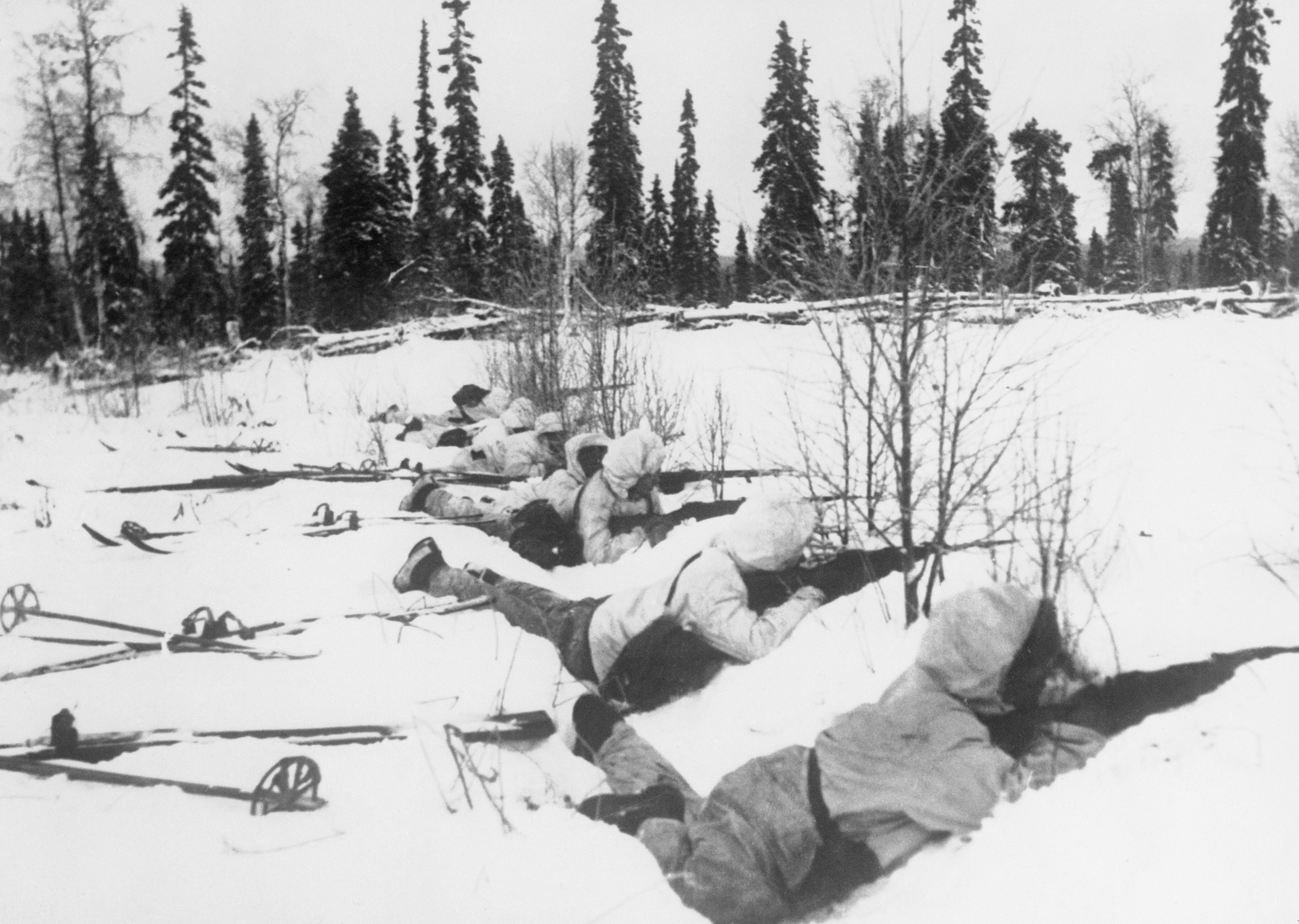
Фінські вояки на лижвах

У той же день Маннергейм віддав наказ фінським військам на Карельському перешийку перейти до оборони на лінії старого кордону. Небажання Маннергейма наступати далі можна пояснити декількома причинами:
- Наступ на територію СРСР означав би підтвердження приводу, під яким СРСР почав Зимову війну — убезпечити Ленінград від можливого нападу зі сторони фінських військ[11];
- Подальший наступ потребував штурму укріплень на Карельському перешийку, до якого фінські війська не були готові[12]

Червоноармійське командування швидко відчуло послаблення тиску на фінському фронті й вже 5 вересня перекинуло 2 дивізії, що обороняли Карельський перешийок на південь проти німців. 4 вересня фінська армія почала операцію з окупації східної Карелії і до ранку 7 вересня передові частини фінської армії під командуванням генерала Талвела вийшли до річки Свір. 1 жовтня червоноармійське частини залишили Петрозаводськ. На початку грудня фіни відрізали Біломорсько-Балтійський канал.
Німецькі війська в Арктиці також спробували захопити Мурманськ і відрізати залізницю Мурманська, але ця спроба провалилася через непідготовленість німецьких військ до війни в тих умовах і поганого планування операції.
Наступ у Східній Карелії було припинено 6 грудня після взяття Медвеж'єгорська. Почалась демобілізація вояків старшого віку. Наступальна операція, що тривала понад п'ять місяців, здійснювалась ціною великої кількості життів. До кінця року загальна кількість людських жертв сягнула 75 тис. осіб, з яких 25 тис. полягли на полі бою. Кількість загиблих дорівнювала майже цілому поколінню населення країни.
Від 6 грудня 1941 року бойові дії на радянсько-фінському фронті припинилися до літа 1944 року.

## Події 1941—1943

### Політика
До кінця серпня 1941 року фінські війська вийшли на старий радянсько-фінський кордон. У вересні відбулися конфлікти всередині самої армії, в уряді, парламенті й суспільстві. Погіршали міжнародні відносини, особливо з Великою Британією і Швецією, чиї уряди в травні-червні отримали запевнення від Віттінга (голова фінського МЗС), що Фінляндія не має абсолютно жодних планів проведення сумісної з Німеччиною військової кампанії, а фінські приготування мають суто оборонний характер.

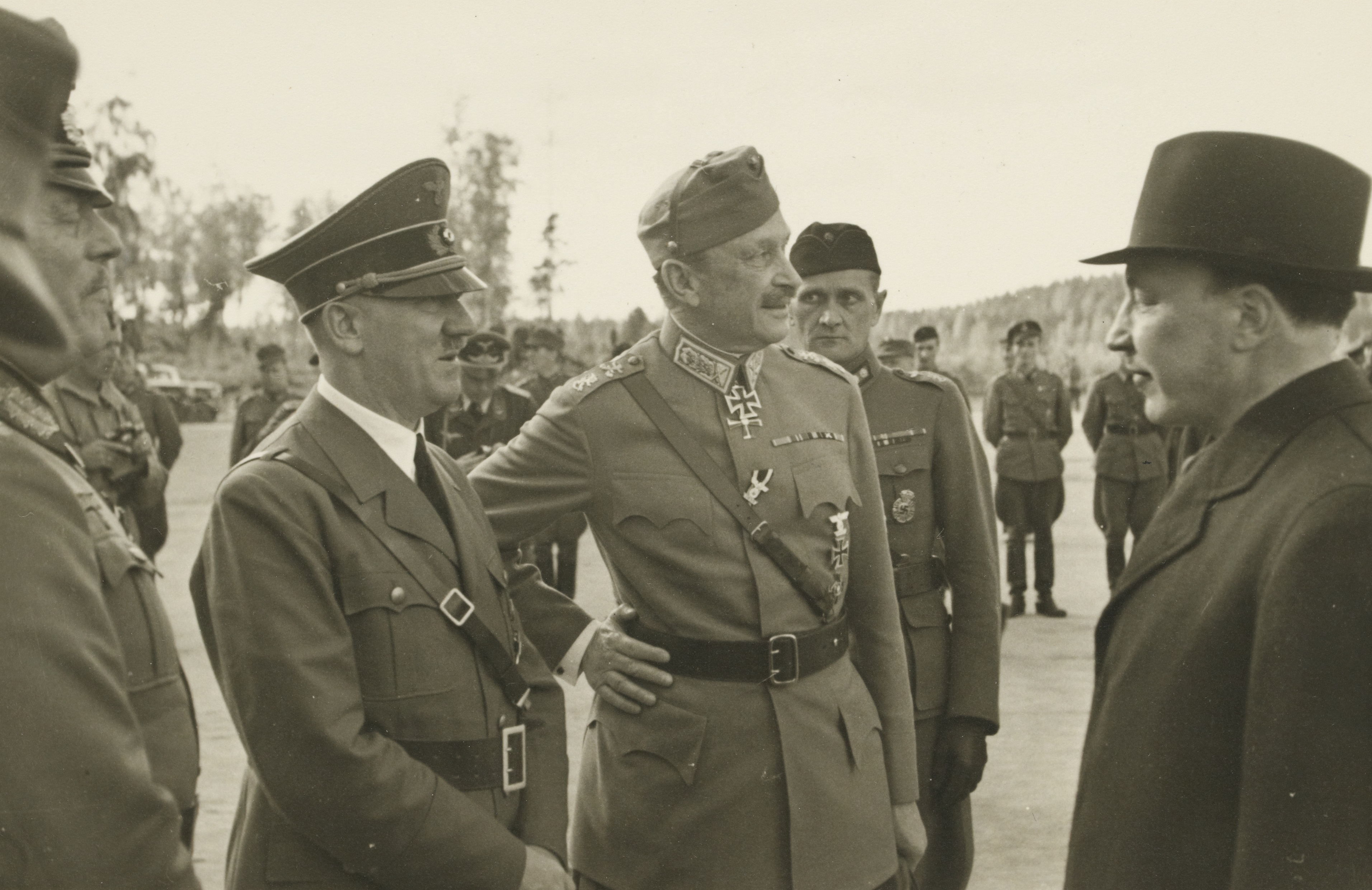
Рейхканцлер Німеччини Адольф Гітлер, маршал фінських військ Карл Маннергейм та президент Фінляндії Рісто Рюті. Червень 1942 року.

У липні 1941 року Велика Британія та її домініони оголосили блокаду Фінляндії. 31 липня британські ВПС завдали авіаудару по німецьких позиціях у Петсамо.
11 вересня голова фінського МЗС Віттінг повідомив посла США у Фінляндії Артура Шенфілда, що військова операція на Карельському перешийку зупинена на старому радянсько-фінському кордоні й що фінські війська в жодному разі не перетнуть її. Він також повідомив, що німецька сторона не має знати про цю розмову.

22 вересня британський уряд почав вимагати інтернування німецьких військ на території Фінляндії, погрожуючи початком війни. Черчилль звернувся до Маннергейма в особистому приватному листі:
|  | Безумовно, ваші війська зайшли надто далеко, щоб гарантувати безпеку вашій державі під час війни, і тепер можуть зупинитись і перепочити. Немає потреби робити жодних публічних заяв, просто зупиніться і припиніть військові операції, адже сувора зима дає для цього усі підстави... |

Після відмови Фінляндії 5 грудня Велика Британія оголосила їй війну.
28 листопада на спільному засіданні уряду та головнокомандувач Таннер і Мауно Пеккала, міністр фінансів, вимагали зупинити наступ та демобілізувати велику кількість солдатів. У іншому разі країні загрожувала зупинка промислового і сільськогосподарського виробництва та цілковитий колапс у тилу.
12 липня Британія та Радянський Союз підписали Угоду про спільні дії у війні проти Німеччини.
6 грудня 1941 року, території, передані СРСР за Московським мирним договором 1940 року, були оголошені возз'єднаними з рештою Фінляндії і поступово переведені під управління цивільних органів влади. Східна Карелія залишилась під управлінням військових. До кінця 1942 року на окупованій території було засновано 110 початкових шкіл, у яких навчалось понад 10 тис. дітей. Станом на кінець 1943 року майже 40 % населення окупованих територій долучилися до церкви, і майже всі вони обрали православ'я.
Наприкінці 1941 року німецький наступ під Москвою повністю зупинився. Думка про те, що війна закінчиться не скоро, підірвала моральний дух у фінській армії. Водночас піти на сепаратний мир з СРСР фінський уряд не міг, адже в такому випадку Німеччина могла окупувати Фінляндію. Приймається рішення про часткову демобілізацію та укріплення на зайнятих територіях. Пошук шляхів припинення війни та укладання миру Фінляндія почала з лютого 1943 року після поразки німецьких військ під Сталінградом. 2 лютого капітулювала 6-та німецька армія, і вже 9 лютого вище керівництво Фінляндії провело закрите засідання парламенту, на якому було оголошено:
| Сили німців, безумовно, починають закінчуватися... за зиму Німеччина втратила 60 дивізій. Відновити такі втрати навряд чи можливо. Долю нашої країни ми досі пов'язували з перемогою німецької зброї, однак у зв'язку з розвитком ситуації краще звикнути до тієї можливості, що ми ще раз вимушені підписати Московський мирний договір. У Фінляндії поки ще немає свободи для проведення власної зовнішньополітичної лінії, і тому вона змушена продовжувати боротьбу[16] |

За неофіційними опитуваннями громадської думки, проведеними Державним інформаційним бюро у вересні 1942 року, 95 % прихильників консервативної Партії національної коаліції, така сама частка аграріїв та 65 % соціал-демократів усе ще вірили в перемогу Німеччини. У лютому 1943 року відповідні показники становили вже 50 %, 46 % та 19 %. Соціал-демократ Вяйньо Войонмаа, голова парламентського комітету закордонних справ, так описав парламентські настрої своєму синові, фінському посланцю в Берні:
|  | У коридорах неспокійно через великі успіхи росіян... Ми гадали, що в цій війні за Європу Росія була не більше, ніж посіпакою союзників, але тепер видається цілком ймовірним, що Росія стане головним гравцем, а натомість союзники будуть її посіпаками. |

Подальший розвиток ситуації у Фінляндії:
- 15 лютого 1943 року соціал-демократи виступили із заявою, де вказується, що Фінляндія має право на вихід з війни у ту мить, коли вона забажає.
- 20 березня Державний департамент США запропонував свою допомогу у виході Фінляндії з війни. Пропозицію було відхилено.
- У березні Німеччина почала вимагати від фінського уряду підписання військового союзу, погрожуючи зупинкою постачання харчів та зброї. Фінський уряд відмовився підписувати договір, після чого був відкликаний німецький посол у Фінляндії. У червні 1943 року Німеччина припинила постачання товарів, однак уже наприкінці місяця вони були відновлені.
- У кінці червня за ініціативою Маннергейма був розпущений фінський батальйон СС, сформований з фінських добровольців у складі 5-ї танкової дивізії СС «Вікінг».
- У липні фіни розпочали контакти із СРСР через радянське посольство у Швеції.

- Восени 1943 року 33 відомі громадяни Фінляндії, зокрема декілька депутатів парламенту, надіслали президентові лист із побажанням, аби уряд прийняв заходи до укладення миру. Лист, відомий як «Звернення тридцяти трьох», був оприлюднений у шведській пресі. На початку листопада соціал-демократична партія виступила з новою заявою, де не тільки підкреслювалося право Фінляндії на свій розсуд вийти з війни, але й наголошувалося, що цей крок слід зробити без затримки.

### Добровольці та найманці
Як і під час Зимової війни, на боці фінів воювало багато балтійських та скандинавських добровольців. Зокрема, після обстрілу фінських суден та портів, а також нападів на 18 фінських аеродромів Радянським Союзом у червні 1941 року, воювати на боці Фінляндії зголосилися близько 1600 шведів. У період між Зимовою війною та червнем 1941 року шведський батальйон було офіційно розпущено. Крім шведів на стороні фінів воювали естонці (3 400 осіб) та військовополонені карели (2 100 осіб). Карели були рекрутовані до Червоної армії, але після захоплення Карелії фінами вони зголосилися воювати на стороні Фінляндії. За Московською мирною угодою фіни мали передати всіх полонених червоноармійців назад до СРСР. Під час транспортування військовополонених деякі з них змогли втекти, однак більшість була доставлена до радянських таборів, де їх було засуджено та страчено.

### Євреї у Фінляндії
Єврейську меншину Фінляндії чисельністю 2300 осіб було згадано на конференції у Ваннзее, де обговорювались плани щодо «Остаточного вирішення єврейського питання в Європі». Проте фіни заборонили німцям проводити страти та погроми фінських євреїв, адже деякі з них служили у фінських збройних силах. Існувала навіть, чи не єдина на той час, польова синагога у фінській армії. Проте ставлення до кількохсот єврейських біженців, які прибули до Фінляндії з інших країн Європи, було зовсім іншим. Вони були інтерновані і в листопаді 1942 року фінська державна поліція передала вісім єврейських біженців гестапо. Це викликало бурю критики і питання було порушене міністрами—членами Соціал-демократичної партії, після чого Фінляндія більше не видала жодного єврейського біженця. Двох євреїв було нагороджено Залізним Хрестом, вищою нагородою Німеччини, однак обидва відмовилися від неї.

### Фінська поліція
Після захоплення Карелії та інших територій фіни на вимогу Німеччини передали німецьким військам близько 2 600 радянських військовополонених. Більшість із них (близько 2000) погодилися вступити до Російської визвольної армії (РВА). 74 з військовополонених, які відмовилися вступати до РВА, були євреями, інші 500 — офіцерами різних ступенів. Більшість із них була відправлена на роботи до німецьких концентраційних таборів.
У 1942 році у Фінляндії був поганий урожай, унаслідок чого смертність у концтаборах, які були на території Фінляндії, значно зросла. Як наслідок, загинуло близько 80 тис. радянських військовополонених.
Більшість радянських іммігрантів, які переїхали до східної Карелії після 1917 року, було поміщено до концтаборів. З 470 тисяч населення Карелії, 300 тисяч встигли евакуюватись. З інших 170 тисяч тільки половина була карелами. Близько третини (24 000) російського населення було поміщено до концтаборів. Понад 3500 осіб, що дорівнювало 13,75 % усіх інтернованих, померли в таборах. Відповідний показник для вільного населення окупованої території того ж року становив 2,6 %, а для самої Фінляндії 1,35 %. Умови поступово покращувались, етнічна дискримінація в рівнях заробітної плати та харчових паїв була скасована, а наступного року для російськомовного населення були створені нові школи, після того, як головнокомандувач Маннергейм закликав Міжнародний комітет Червоного Хреста з Женеви проінспектувати табори До кінця окупації рівень смертності знизився до тих же рівнів, що і у Фінляндії.

### Дії радянських партизанів

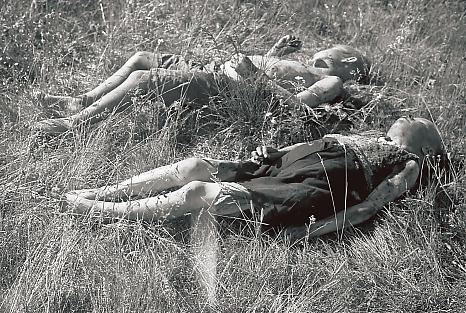
Фінські діти, вбиті радянськими партизанами

Радянські партизани діяли і на території Фінляндії та Східної Карелії у період з 1941 по 1944 рік. Дії фінської поліції на території Карелії змусили багатьох не заарештованих росіян допомагати партизанам. Військові дії були остаточно зупинені після розгрому 1-ї партизанської бригади у серпні 1942 року. Після цього основна діяльність радянських партизан була спрямована на пропаганду серед місцевого населення, зокрема видавалася підпільна версія газети «Правда» фінською та «Знамя Ленина» російською мовами. Крім того, партизани нерідко вбивали мирне фінське та карельське населення.

### Участь Великої Британії та США
Оскільки Фінляндія підтримала Німеччину воювала з СРСР, Велика Британія оголосила війну Фінляндії 6 грудня. 7 грудня війну фінській державі оголосили домініони Великої Британії — Канада та Нова Зеландія, а 8 грудня ПАР та Австралія.
Позиція США була дещо відмінною. Уряд США підтримав фінський наступ у Карелії, однак попередив фінський уряд про недопустимість просування вглиб СРСР. Сполучені Штати не оголосили війну Фінляндії навіть після того, як фіни розпочали бойові дії разом із країнами Осі, а на Тегеранській конференції 1943 року представники США та Великої Британії вимагали від Сталіна визнання незалежності Фінляндії. Однак Сполучені Штати не дозволяли заходити до своїх портів суднам із фінським прапором, а після укладання німецько-фінського договору президентом Фінляндії Рісто Рюті, вислали фінських дипломатів.
Найвідомішою військовою операцією Великої Британії у Фінляндії була атака на німецькі судна, що стояли у гавані в Петсамо 31 липня 1943 року. Пізніше британські літаки надавали підтримку червоноармійським військам у Мурманську та супроводжували радянські бомбардувальники.

## Червоноармійський наступ 1944 та вихід Фінляндії з війни

### Події 1944 року
- У січні-лютому 1944 року червоноармійські війська повністю зняли блокаду з Ленінграда.
- У лютому радянська авіація здійснила 3 авіаудари по Гельсінкі, однак на місто впало лише 5 % бомб[25].
- 16 березня президент США Рузвельт публічно висловив побажання про вихід Фінляндії з війни.
- 1 квітня, із поверненням фінської делегації з Москви, стали відомі вимоги уряду СРСР:
  1. Кордон станом на 1940 рік;
  2. Інтернування силами фінської армії залишків німецьких збройних частин на території Фінляндії;
  3. Репарації у розмірі 600 млн доларів США, які мали бути виплачені за 5 років;

- 16 лютого Гітлер віддав наказ негайно окупувати Аландські острови та острів Гогланд, якщо Фінляндія вийде з війни.

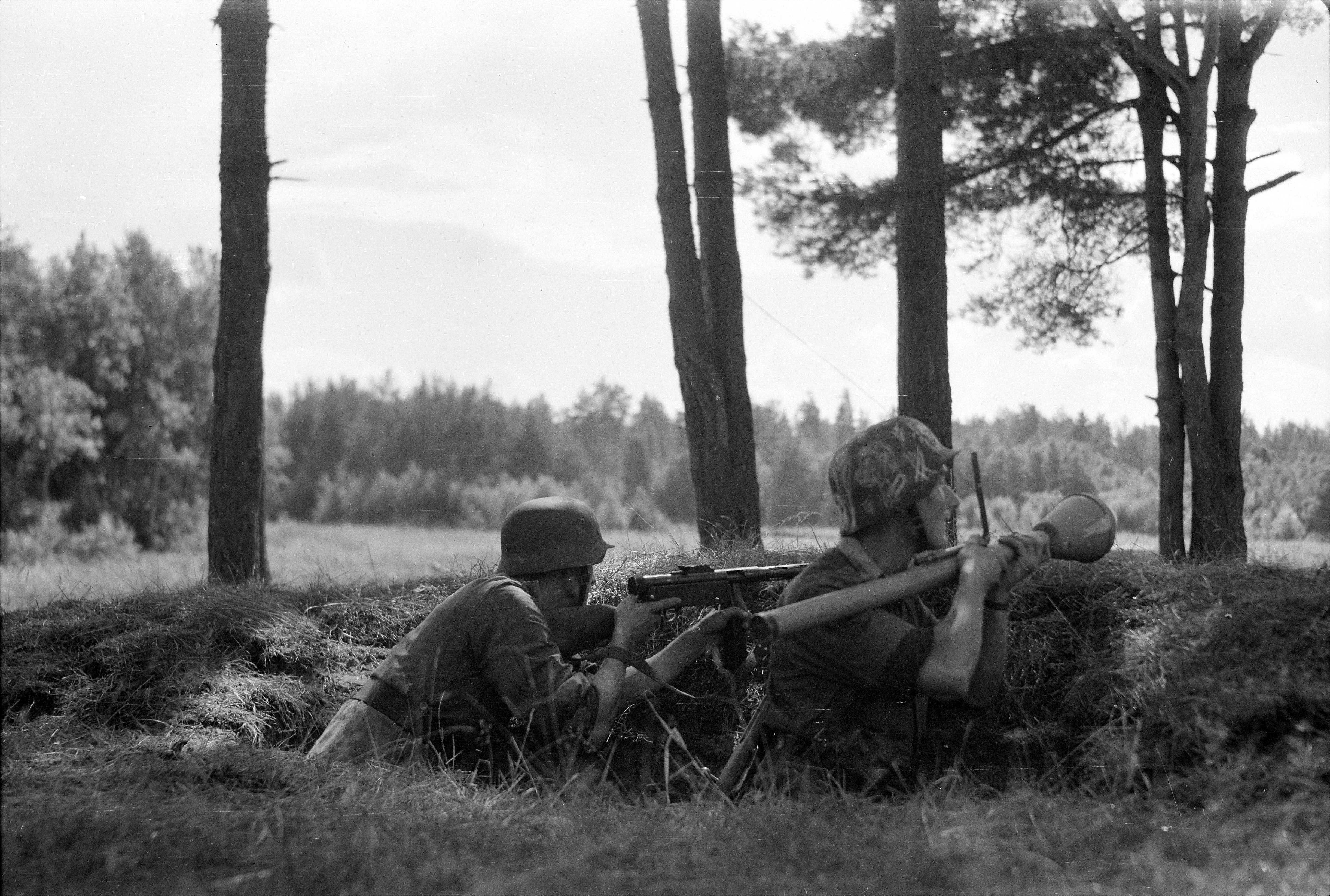
Фінські солдати з фаустпатроном. 1944 рік.

- 18 квітня Фінляндія відхилила радянські вимоги через занадто високі репарації, які фінська економіка була б не в змозі витримати.

### Перехоплення Карельського перешийку

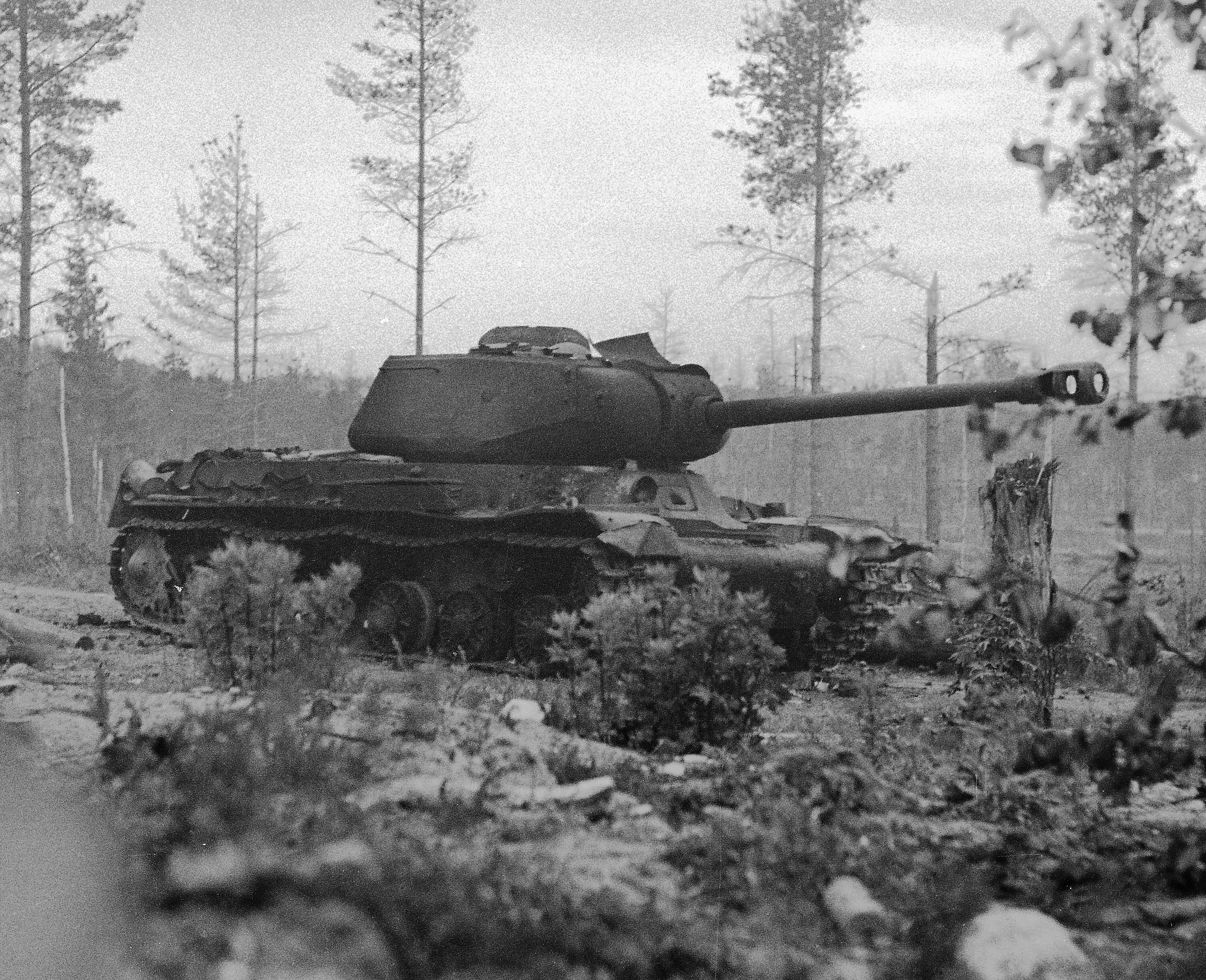
Знищений «Йосип Сталін» — червоноармійський танк

9 червня 1944 року СРСР розпочав головну операцію проти фінських військ, закріплених на Карельському перешийку та на Ладозькому озері. Наступного дня операції червоноармійські війська прорвали лінію оборони фінських військ, що змусило фінський уряд задуматися про мирний договір. Червона армія використовувала важкі гармати на всій лінії фронту, легко руйнуючи укріплення фінів. Того ж дня про фінів послу США Авереллу Гарріману Сталін сказав:
|  | Вони — небезпечні, уперті, вузьколобі люди, і здоровий глузд потрібно втовкмачити їм силою. |

На фронті з 20 по 26 червня червоноармійські війська безуспішно штурмували укріплення фінів. Однак вони виявили слабке місце у фінській обороні — неподалік від населеного пункту Талі, де місцевість дозволяла використання танків. З 25 червня червоноармійське командування вирішує наступати саме на цій частині фронту. Важкі танки та інша бронетехніка дозволили червоноармійським військам прорвати оборону фінів та пройти на 6 км углиб фінської території. Після кількох днів безперервних боїв фінська армія відступила на зручну, однак неукріплену межу Іхантала.
28 червня червоноармійські війська вступили до Петрозаводська. Перед відступом фінські війська залишили місцевим жителям запас їжі та води. Поразки фінської армії пояснювалися нестачею протитанкової зброї, яка могла зупинити важкі червоноармійські танки. Міністр закордонних справ Німеччини Йоахім фон Ріббентроп пообіцяв поставити таку зброю фінам в обмін на гарантію непідписання сепаратного миру із СРСР. 26 червня президент Фінляндії Рісто Рюті дав гарантії німецькому урядові, за кілька тижнів до відставки.
30 червня відбулася вирішальна битва під Іханталою. 6-та дивізія — остання фінська частина, вчасно перекинута з фронту в східній Карелії, встигла зайняти оборонні позиції та стабілізувати оборону. З 1 по 7 липня червоноармійське командування провело декілька спроб висадки десанту на берег у Виборзькій затоці. Було захоплено декілька островів, однак висадка на берег була невдалою.
9 липня червоноармійськими військами була здійснена остання спроба прорвати оборону фінів — під прикриттям димової завіси червоноармійські частини форсували ріку Вуоксі та захопили невеликий плацдарм на іншому березі. Фіни організовували контратаки, однак плацдарм не був знищений, як і не був розширений. До 20 липня продовжувалися спроби червоноармійських військ форсувати річку в інших напрямках і збільшити плацдарм, однак безуспішно.
З постачанням зброї з Німеччини фіни могли встояти перед червоноармійським наступом. У липні 1944 року наступ червоноармійських військ був зупинений всією лінією фронту.
12 липня 1944 року червоноармійське командування наказало своїм частинам перейти до оборони.

### Вихід Фінляндії з війни

Передані Фінляндією до складу СРСР території за договором 1944 року

1 серпня президент Фінляндії Рюті подав у відставку. 4 серпня парламент Фінляндії обрав Карла Маннергейма новим президентом країни.

9 серпня Ентоні Іден написав воєнному кабінету:
|  | Безумовно, ми маємо сподіватись, що Фінляндії залишать хоч якийсь ступінь реальної незалежності принаймні у сфері культури і торгівлі, а також парламентський устрій, але російський вплив віднині стане панівним у Фінляндії, і ми не зможемо, — до того ж це жодним чином не прислужиться вагомим інтересам Британії, — сперечатися з таким впливом. |

25 серпня через посла СРСР у Стокгольмі фінам було висунуто умови, за якими Фінляндія виходила з війни:
- Розрив будь-яких відносин із Німеччиною;
- Виведення німецьких військ з Фінляндії. У випадку відмови німецького командування — інтернування.

У Фінляндії умови перемир'я сприйняли як нищівні. Паасіківі у своєму щоденнику записав:
|  | Жах! Жах! Московський мир був у багато разів кращий за це — Порккала, контроль, втручання в наші внутрішні справи і т.д. і т.д. |

2 вересня Маннергейм написав листа Адольфові Гітлеру, в якому попереджував про вихід Фінляндії з війни. 3 вересня частина фінського війська була перекинута з радянського фронту на північ Фінляндії. Мирне населення було евакуйоване на південь Фінляндії та до Швеції. 15 вересня, після відмови фінського командування віддати острів Гоґланд Німеччині, німецькі війська розпочали військові дії. Почалася Лапландська війна.
19 вересня у Москві було підписано перемир'я між Фінляндією та СРСР. Період, що розпочався одразу після перемир'я у вересні 1944 року, часто згадують у Фінляндії як «роки загрози».
Восени 1944 року комуністи почали вимагати покарання політичних лідерів, які керували країною за часів війни. У статті 13 угоди про перемир'я Фінляндія зобов'язалась співпрацювати з союзниками в справі переслідування й покарання тих, кого звинувачували у воєнних злочинах. Контрольний комітет порушив це питання офіційно після підписання союзниками Лондонського договору 8 серпня 1945 року, у якому поняття воєнного злочину було уточнене до «ініціювання та ведення наступальної війни». Під жорстким тиском і погрозою піти у відставку з боку прем'єр-міністра парламент ухвалив законопроєкт про покарання тих осіб, що як члени уряду були причетними до вступу Фінляндії у війну 1941 року або перешкоджали укладанню миру.
Рісто Рюті та Вяйньо Таннера затаврували як «найбільших військових злочинців». Натомість Маннергейм, який впливав на фінську політику під час війни більше, ніж будь-хто інший, покараний не був. Звинувачені політики, — окрім Рюті та Таннера, це ще п'ять колишніх членів уряду, а також Ківімакі, фінський посланець у Берліні, — одержали тривале тюремне ув'язнення. Більшість із них згодом повернулись до провідних позицій у громадському житті.
10 лютого 1947 року у Парижі був підписаний мирний договір. За умовами Паризької мирної угоди 1947 року Фінляндія передавала під контроль СРСР території Петсамо, Салла та Карельський перешийок. Крім того Фінляндія мала виплатити репарації у розмірі 300 млн доларів США, що мали бути погашені товарами (деревиною, папером, кораблями, харчовими продуктами). Аландські острови мали стати демілітаризованою зоною. Окремо був підписаний документ про обмеження Збройних сил Фінляндії. СРСР орендував півострів Порккала біля Гельсінкі терміном на 50 років за ціною 50 млн фінських марок на рік (повернутий фінам у 1956 році).
Як стверджується у «Дослідженні результатів війни у Фінляндії», підготованим Бібліотекою Конгресу:
| Незважаючи на значні втрати, завдані війною, Фінляндія змогла зберегти свою незалежність; однак, якби СРСР був зацікавлений у цьому, нема сумніву, що фінська незалежність була б знищена. Фінляндія вийшла з війни із розумінням цього факту й наміром побудувати нові та конструктивні відносини з СРСР[27] |
Станом на 1952 рік Фінляндія виплатила всі компенсації повністю. Згодом їхню остаточну вартість було оцінено в 444,7 млн доларів США за цінами на момент постачання. Сприятливі умови торгівлі з країнами Заходу та іноземні позики відіграли важливу роль у здатності Фінляндії вчасно виконати свої зобов'язання. За словами американського економіста Чарльза Кіндлебергера, це сталося «значною мірою завдяки неймовірному і неосяжному чиннику народної волі, чомусь такому, що звичайний економічний аналіз не готовий, і, напевне, не здатний взяти до уваги».

## Сучасність
Уже в похилому віці, В'ячеслав Молотов у одному зі своїх інтерв'ю сказав:
|  | Як милосердно ми повелися з Фінляндією. Ми були достатньо мудрими, щоб не окупувати її. Фіни би нам цього ніколи не пробачили... вони вперті, надзвичайно вперті. |

Сьогодні дедалі частіше піднімається питання про повернення Східної Карелії до складу Фінляндії. Чимало патріотично налаштованих фінів навіть збирають підписи на підтримку ідеї про об'єднання. Офіційний Гельсінкі заявляє, що не планує порушувати питання щодо російсько-фінських кордонів.
Для вшанування пам'яті у Фінляндії було встановлено пам'ятник загиблим у Зимовій війні та у радянсько-фінській війні 1941—1944 років.